# DIBABA
Модель "DIBABA" — это модель, направленная на создание и реализацию успешной рекламной деятельности, а именно составление результативного рекламного сообщения, имеющего психологическое воздействие на потребителей. Формула была предложена немецким учёным и автором Г. ван Гольдманом в 1953 году. Название модели также является аббревиатурой немецких определений шести фаз процесса продажи. Рекламная модель "DIBABA" относится к числу сложных продающих формул, так как требует заранее и тщательно спланированной подготовки.

## Структура модели

### D — определение потребностей и желаний потенциальных покупателей
Первый этап "definitiefase" заключается, во-первых, в исследовании рынка, а , во-вторых, определение основных нужд потребителей, другими словами его можно назвать подготовительным. Данный этап не относится на прямую к практической части модели "DIBABA", главной задачей является изучение целевой аудитории и выявление её главных потребностей, найти актуальные для потребителей темы и проблемы, которые может решить рекламируемый товар. С точки зрения психологического воздействия данный этап направлен на когнитивную составляющую, связанную с передачей некоторого объёма информации и характеристик товара или услуги.

### I — сопоставление потребительских нужд с предложением рекламы
Второй этап "identificateiefase" объясняет потребителю, что постановление его проблем указывается в предмете рекламы, то есть необходимо донести до потребителей тот факт, что удовлетворение всех его потребностей и желаний заключается в приобретении объекта рекламы. Данный этап очень важен, так как задаёт ориентир на дальнейшее продвижение товара или услуги.

### B — «подталкивание» покупателя к необходимым выводам о покупке, которые ассоциируются с его потребностями
"Bewijsfase" — третий этап модели "DIBABA", этап усиления и максимального сосредоточения внимания ЦА на необходимости совершаемого ими действий. Основная задача — объяснить потребителям почему рекламируемый товар/услуга самый лучший/ая на рынке.

### A — учет предполагаемой реакции покупателя
Четвёртый этап под названием "acceptatiefase" основывается на готовности производителя/заказчика рекламы предусмотреть реакцию ЦА, быть способным ответить на её возможные вопросы и заранее подготовить на них ответы. Данный этап является самым сложным, так как заключается в решении непредсказуемых действий покупателей. В конечном итоге, необходимо быстро спрогнозировать и сразу предотвратить возражения потребителей.

### B — вызов у покупателя желания приобрести товар
Пятый этап "bezitsdrangfase" начинается с того момента, когда все сомнения и возражения потребителей закрыты и спрос на товар/услугу понятен,можно приступать к реализации предложения и представлении его в максимально лучшем свете, то есть самым привлекательным по сравнению с конкурентами, и призвать, подтолкнуть к покупке ЦА. В данном случае основными инструментами и способами реализации пятого этапа будут являться: акции, скидки, специальные предложения, деадлайны и т.п. Цель: максимально активировать покупательскую заинтересованность.

### A — создание благоприятной для покупки обстановки
Наконец, шестой и финальный этап "afsluitinngsfase", заключающийся в предоставлении покупателям предельно облегчённого процесса покупки, то есть создать и предоставить наилучшие условия, за счёт, например, различных способов оплаты, гарантийного срока, возможности возврата и обмена, простые и выгодные способы доставки и т.д.

## Эффективность и целеполагание
Преимуществом модели "DIBABA" является ориентация на потребности покупателя, понимание роли процесса принятия решений, сравнения, сознательного выбора, использование законов мышления, введение в модель механизма "обратной связи", понимание роли эмоций и позитивного отношения человека к товару и продавцу.
Эффективность будет достигнута тогда, когда будет установлёна чёткая взаимосвязь потребностей человека с важнейшими особенностями продукта — рекламированного товара/услуги.
Модель "DIBABA" активно используется в рекламной и PR деятельности, в частности копирайтинг, и является одной из девяти популярнейших формул продающего текста.
Формула продаж "DIBABA" преимущественно направлена на сегмент рынка B2C, и выполняет следующие цели:
1. Фирма — увеличение прибыли, финансов, дохода;
2. Маркетинг — вывод поведенческого характера, увеличение посещаемости или количества совершённых покупок;
3. Реклама — влияние на сознание потребителя и убеждение в совершении акта купли-продажи.